# Mecánica puntual

Problema de los dos cuerpos: dos masas puntuales que se atraen entre sí (puntos de color azul)

La mecánica puntual (o también de masas puntuales o de puntos materiales): 66 ff., 77–166  es una rama de la mecánica en la que no se tiene en cuenta la naturaleza y la forma de los cuerpos cuyos movimientos se analizan, que se reducen a sus masas concentradas en sus centros de gravedad. Esta idealización simplifica el tratamiento matemático de numerosos problemas, y obtuvo sus primeros éxitos en la mecánica celeste, donde Isaac Newton logró representar matemáticamente las órbitas de Kepler alrededor del Sol (véase la imagen de la derecha). Esto fue posible gracias a que las dimensiones de los cuerpos del sistema solar son pequeñas en comparación con su distancia al Sol, y además, la influencia mutua de sus propias rotaciones es insignificante.
El concepto de masa puntual tiene éxito en muchas áreas y aplicaciones, e incluso se puede utilizar para tratar aspectos de la teoría de la relatividad y de la mecánica cuántica. Además, sigue sirviendo como una forma de exposición clara y accesible incluso para los principiantes en el estudio de la física.: V ff. 

## Historia
La mecánica de puntos materiales se remonta al fundador de la física teórica, Isaac Newton, que logró deducir la ley de la gravitación universal a partir de las leyes de Kepler: 494, 498  y generalizarlas a cualquier sistema con una fuerza central.: 464  Este éxito llevó al intento de analizar distintos fenómenos naturales mediante fuerzas que actúan entre partículas y dependen únicamente de su distancia, una visión que dominó la física hasta bien entrado el siglo XIX.: 449 
La dinámica puntual encontró nuevas aplicaciones al proporcionar analogías mecánicas de fenómenos físicos, lo que permitió a James Clerk Maxwell obtener las ecuaciones fundamentales del electromagnetismo. Las ecuaciones del movimiento se pudieron transferir desde un modelo mecánico a un modelo analítico, lo que le dio a la mecánica lagrangiana un significado universal en numerosos campos de la física.: 451 ff. 
El comportamiento mecánicamente similar de los sistemas físicos ya había sido observado por Aristóteles, por Galileo y por Isaac Newton, pero sería M. J. Bertrand quien dio a conocer con todo rigor el Principio de similitud mecánica, basándose en la mecánica de puntos materiales.: 478 

## Áreas de aplicación y limitaciones
La idealización de un cuerpo como una masa puntual es apropiada cuando una dimensión característica del cuerpo es pequeña en comparación con la precisión con la que se realizan las mediciones de longitud,: 1 f.  teniendo en consideración que el orden de magnitud de los errores que se pueden aceptar (vinculados al valor de las distancias desde el origen respecto al tamaño de los cuerpos).: 66 f.  Como ubicación de una masa puntual generalmente se toma la de su centro de masas, o de forma equivalente, del centro de gravedad del cuerpo que representa.
La mecánica puntual no puede manejar los efectos asociados a las dimensiones de los cuerpos reales. Los movimientos de rotación como la precesión y la nutación, o los fenómenos de deformación de cuerpos elásticos se pueden representar con mayor precisión con otras disciplinas, como la mecánica de cuerpos rígidos o la mecánica de medios continuos, donde las matemáticas son mucho más complejas, sobre todo porque un cuerpo rígido tiene seis grados de libertad, y un cuerpo deformable puede tener infinitos. El significado de la ley del espín como principio independiente no se puede representar en la mecánica puntual, porque en la mecánica puntual la conservación del momento angular es una consecuencia de la conservación del momento y del hecho de que las masas puntuales solo pueden verse afectadas por fuerzas centrales.
Desde que Isaac Newton fundó la física teórica en 1687, la mecánica puntual elemental se presenta prácticamente sin cambios en los libros de texto, aunque lógicamente es insatisfactoria en algunos aspectos. Estas deficiencias en la mecánica newtoniana fueron corregidas por la teoría de la relatividad y la mecánica cuántica, pero hay un número significativo de afirmaciones que son iguales en la física clásica y en la física moderna. Todas estas declaraciones se refieren a magnitudes físicas fundamentales que describen procesos a través de su intercambio. Lo que tienen en común la mecánica newtoniana, la mecánica einsteniana y la mecánica cuántica es que los cuerpos o partículas en colisión intercambian impulso y energía. Únicamente la cinemática, es decir, la representación geométrica del movimiento en el espacio, es fundamentalmente diferente en la física moderna y en la mecánica clásica.: V ff. 

## Mecánica puntual frente a mecánica continua
La mecánica de puntual, es decir La mecánica de sistemas de puntos materiales, como ya se ha comentada, fue fundada por Newton, continuada por Lagrange y presentada por Poisson en la forma en la que todavía se usa hoy. El creador de la mecánica de medios continuos fue Euler, que fundó sucesivamente la hidrodinámica, la dinámica de los cuerpos rígidos y la teoría de la elasticidad. En la mecánica de puntos, todas las magnitudes relevantes son sumas de puntos de masa individuales; mientras que en la mecánica continua deben analizarse mediante funciones integrales.
Al igual que ocurre con los puntos o con el continuo en general, existen diferentes puntos de vista sobre la mecánica puntual y/o la mecánica del continuo. El reputado especialista en mecánica, el matemático Georg Hamel, escribió en 1912:

La tercera sección contiene inicialmente los fundamentos de la mecánica general: derivación estricta de la ley del centro de gravedad y de la ley del momento para cualquier sistema basado en la mecánica del elemento de volumen. No de la llamada mecánica de puntos, que está completamente prohibida en este libro (aparte de una breve presentación al final de la primera sección, por razones históricas). El hecho de que nuestros libros de texto traten sobre mecánica puntual es un extraño anacronismo: la mecánica puntual encaja perfectamente en el siglo XVIII, pero ya no encaja en nuestra época, para la que ni el problema planetario es la única tarea en mecánica digna de un matemático, ni la molécula es la quintaesencia de una cosmovisión científica.

El físico Dieter Meschede, por su parte, escribió en el popular libro de texto Gerthsen Physics, en la 25ª edición de 2015:

A partir de la mecánica puntual se puede desarrollar lógicamente la mecánica de los cuerpos rígidos (Capítulo 2) y la de los cuerpos deformables (Capítulo 3) concibiéndolos como sistemas de un número infinito de puntos de masa con relaciones posicionales relativas fijas o cambiantes.

El término mecánica puntual aparece en libros (de física) en lengua alemana alrededor de 1894, y el término mecánica continua a partir de 1919. A partir de 1958 aproximadamente, el término mecánica continua empezó a aparecer con más frecuencia que el término mecánica puntual. La frecuencia de aparición de la mecánica puntual había alcanzado su punto máximo en 1947 y es aproximadamente proporcional a la frecuencia de aparición del término "física atómica". La frecuencia de aparición de la "mecánica continua" alcanzó su punto máximo en 1995 y es aproximadamente proporcional a la frecuencia de aparición del término "Física del estado sólido".

## Ecuaciones de movimiento e integrales de movimiento
El movimiento de una masa puntual se describe mediante su posición tridimensional en función del parámetro tiempo, que se trata como una coordenada adicional. A medida que el punto material se mueve a través del espacio, su velocidad y su aceleración pueden determinarse mediante derivadas respecto al tiempo. En las leyes físicas, como la ley de gravitación universal de Newton o la ley de Coulomb, se da la aceleración del punto de masa y luego se obtiene una ley distancia-tiempo mediante integración temporal doble. Un grupo de trayectorias indica el tipo de movimiento asociado con la curva de aceleración.: 10  Las órbitas de Kepler describen el tipo de movimiento de los planetas en el campo gravitatorio del sistema solar.
Las magnitudes que son constantes en el tiempo para un cuerpo que normalmente se mueve en una trayectoria tienen una relevancia especial. Estas constantes se denominan integrales del movimiento o primeras integrales de un tipo de movimiento, y tienen representantes fundamentales en las leyes de conservación. Por ejemplo, energía total  de un sistema aislado de puntos de masa es una integral del movimiento vinculada a la conservación de la energía. A menudo se pueden extraer conclusiones importantes sobre el curso del movimiento a partir de las primeras integrales (consúltese, por ejemplo, la siguiente sección). Las integrales son función de la posición y de la velocidad, pero son constantes en la trayectoria, por lo que el valor de la función ya está fijado con las condiciones iniciales.: 18 

## Ley de gravitación de Newton

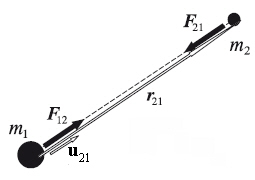
Dos puntos de masas m_{1} y m_{2} que se atraen entre sí

La ley de gravitación de Newton establece que dos masas puntuales que interactúan se aceleran entre sí, lo que se manifiesta como una fuerza de atracción (véase la imagen). Desde el punto de vista de la física moderna, el campo gravitacional es un campo de aceleración y no un campo de fuerza.: 22  Newton había deducido su ley de la gravedad a partir de las leyes de Kepler; y Johann Bernoulli pudo demostrar en 1710 que una fuerza central recíproca al cuadrado de la distancia, como ocurre con la ley de Newton, siempre conduce a un movimiento de Kepler sobre una sección cónica.: 494 
El tipo de movimiento en la teoría de la gravedad de Newton se corresponde con las órbitas de Kepler, las que siguen los cuerpos celestes. La integral de movimiento en forma de energía orbital específica determina el tipo de movimiento, que es elíptico, hiperbólico o parabólico, dependiendo de que la integral sea negativa, positiva o cero. El problema de los dos cuerpos se puede resolver analíticamente,: 23 ff.  lo que generalmente no es posible (analíticamente) para el problema de los tres cuerpos y para el problema de los n cuerpos con N > 3.
Para puntos materiales que interactúan gravitatoriamente, existen siete integrales de movimiento, vinculadas con las leyes de conservación del impulso, del momento angular y de la energía. El campo gravitatorio que generan también participa en el intercambio de impulso y de energía entre los cuerpos, que, a diferencia del caso de los puntos materiales, no puede localizarse sino que se distribuye por todo el espacio. El campo gravitatorio de Newton puede absorber energía, pero no impulso, que por lo tanto libera inmediatamente a otros puntos materiales (según establece la tercera ley de Newton).: 75 
La energía total constante almacenada en el sistema de dos cuerpos del problema de los dos cuerpos se puede dividir en la energía del centro de gravedad o energía externa, que es la energía cinética constante del centro de gravedad, y la energía interna, que también es constante. La energía del centro de gravedad se puede reducir a cero mediante la adopción de un sistema de coordenadas situado sobre el centro de gravedad, en el que el impulso total desaparece, mientras que la energía interna es invariante a una transformación de Galileo. En ausencia de impulso externo, la energía total es mínima y es igual a la energía interna. Esta descomposición simplifica la solución del problema de los dos cuerpos. La división en energía externa transformable a un valor mínimo de la energía, y en energía interna o másica, también aparece en la teoría de la relatividad, en la que juega un papel relevante.: 73 

## Dinámica
La dinámica describe el movimiento de un cuerpo de tal manera que durante el movimiento el cuerpo absorbe o libera ciertas magnitudes físicas intercambiables con otros cuerpos o sistemas. En la mecánica puntual, el momento, el momento angular y la energía son intercambiables y se les aplican las leyes de conservación (del impulso, del momento angular y de la energía). Por lo tanto, no pueden ser creados ni destruidos, sino solo absorbidos, traspasados o retenidos. El campo gravitatorio participa en el intercambio y es capaz de transferir impulso y energía de un cuerpo a otro.: 76 

### Equilibrio del impulso
Dos puntos materiales pueden transmitirse cantidad de movimiento mediante fuerzas, que siempre se ejercen entre sí en pares opuestos según el principio de la tercera ley de Newton, como es el caso por ejemplo de los choques. Los cuerpos reales modelados se deforman más o menos, revelando los efectos mutuos de las fuerzas. La transferencia de impulso se produce según las leyes de Newton (La fuerza es igual a la masa por la aceleración), donde el producto de la masa y de la aceleración es la tasa del cambio del impulso. El aumento o disminución del impulso es el resultado de la cantidad de movimiento implicada, a través de la que una parte del sistema pierde impulso en la misma medida en que lo transmite mediante la aparición de fuerzas. El campo gravitatorio también es capaz de provocar un cambio de impulso a través de la atracción gravitatoria, pero como no puede absorber ningún impulso por sí misma, tiene que transmitirlo a otros puntos materiales (principio de accón y reacción). Jean le Rond d'Alembert vio el producto de la masa y la aceleración como una "fuerza de inercia" y la fuerza gravitacional como una "fuerza externa".: 70 f.  Debe distinguirse de las fuerzas de reacción, presentes en los contactos con superficies o en las uniones geométricas entre sólidos, unas fuerzas que solo aparecen durante el movimiento.

### Equilibrio del momento angular
Al igual que el impulso, el momento angular es una magnitud que se conserva, y solo se puede cambiar aplicando un momento. El sistema que suministra el par de giro se ve privado de momento angular en la misma medida en que lo transfiere.
En un sistema de puntos materiales, el momento angular se puede descomponer en el momento angular orbital del centro de masa y en un momento angular intrínseco alrededor del centro de masa. Tanto el momento angular, como el orbital y el intrínseco, son magnitudes que se conservan, pero solo el momento angular intrínseco es invariante para una transformación de Galileo del sistema de referencia. Dos observadores no giratorios que se mueven uniformemente entre sí siempre perciben el mismo momento angular de los cuerpos que observan.: 102 

### Equilibrio energético
La energía de un punto material solo se puede cambiar aplicando una fuerza. El trabajo generado por una fuerza en un sistema de referencia pierde la misma cantidad de energía que la que se transfiere a través del trabajo. La tasa de transferencia de energía es el trabajo por período de tiempo o potencia. En relación con un punto de referencia fijo, cada fuerza genera un momento, que realiza un trabajo de rotación, imprimiendo al punto material energía cinética rotacional.
El campo gravitatorio es capaz de absorber, almacenar o liberar en forma de energía potencial la energía aportada a un punto material.

### Conservación de la masa
En la dinámica newtoniana, junto con el momento, la masa también debe cumplir una ley de conservación.
El momento total de un sistema aislado de puntos materiales, a diferencia de sus masas, depende de la velocidad del sistema de referencia utilizado. En un sistema de referencia situado sobre el centro de gravedad del conjunto de puntos materiales, el impulso total es constantemente cero, incluso si los puntos materiales intercambian impulso entre sí. Un observador relativo con un movimiento rectilíneo uniforme percibe un momento total que también es constante y proporcional a su velocidad relativa y a la masa total. Como esto se puede determinar a cualquier velocidad relativa, la masa total debe ser la misma en todo momento. Esto también se aplica si se permite que la masa de cada partícula individual dependa de la velocidad.: 80 
En mecánica newtoniana, masa material y la masa inercial son necesariamente proporcionales entre sí.
En el problema de los dos cuerpos, solo la  masa gravitatoria (carga gravitacional) y su velocidad instantánea están incluidas en la integral de movimiento. En el caso de un choque con la misma velocidad, los mismos cuerpos mostrarían un impulso proporcional a su masa inercial, que también es una cantidad conservada en total. En las ecuaciones del momento, las velocidades aparecen con las masas gravitatorias o las masas inertes como coeficientes. Si ambas ecuaciones fueran linealmente independientes, a partir de ellas se podrían calcular las velocidades inevitablemente constantes y, por lo tanto, solo se permitirían movimientos rectilíneos en las órbitas de Kepler, lo que evidentemente no es el caso. La dependencia lineal de las ecuaciones da como resultado la proporcionalidad de masas inerciales y gravitatorias en la mecánica newtoniana.: 73 

## Aspectos de la física moderna

### Conceptos básicos de la mecánica moderna
La mecánica newtoniana y la einsteiniana se puede deducir de tres leyes:
1. El momento y la energía son magnitudes que se conservan.[1]: 66
2. La velocidad {\displaystyle {\vec {v}}} y el impulso {\displaystyle {\vec {p}}} son paralelos y su factor de proporcionalidad, la masa {\displaystyle m}, puede depender de la velocidad:[1]: 67  {\displaystyle {\vec {p}}=m(v){\vec {v}}}
3. La ecuación fundamental de la dinámica: el cambio de energía dE corresponde al cambio de momento {\displaystyle \mathrm {d} {\vec {p}}} cuando la velocidad de transporte de la energía es igual a la velocidad:[1]: 76  {\displaystyle \mathrm {d} E={\vec {v}}\cdot \mathrm {d} {\vec {p}}}.

Una mecánica está definida por la relación energía-momento {\displaystyle E=E({\vec {p}})}.: 79 

#### Mecánica newtoniana
En la mecánica newtoniana, {\displaystyle {\vec {p}}=m{\vec {v}}}, la masa m es constante y {\displaystyle \mathrm {d} E={\tfrac {1}{m}}{\vec {p}}\cdot \mathrm {d} {\vec {p}}={\tfrac {1}{m}}\mathrm {d} (p^{2}/2)}, lo que da lugar a la relación energía-momento: 77 
{\displaystyle E({\vec {p}})={\frac {p^{2}}{2m}}+E_{0}={\frac {m}{2}}v^{2}+E_{0}}
La constante {\displaystyle E_{0}} es la energía interna en {\displaystyle {\vec {p}}={\vec {0}}}.

#### Mecánica einsteiniana
En la mecánica einsteniana, de la expresión {\displaystyle E=c^{2}m(v)} (vinculada con la velocidad de la luz c), junto con la relación velocidad-momento (2) y la ecuación fundamental (3), se obtiene:: 81 f. 
{\displaystyle \mathrm {d} E={\vec {v}}\cdot \mathrm {d} {\vec {p}}={\frac {c^{2}}{E}}{\vec {p}}\cdot \mathrm {d} {\vec {p}}={\frac {c^{2}}{E}}\mathrm {d} (p^{2}/2)}
o {\displaystyle E^{2}=(cp)^{2}+E_{0}^{2}}, donde {\displaystyle E_{0}} es la energía en reposo. La inserción de impulso y energía en función de la masa da como resultado
{\displaystyle E={\frac {E_{0}}{\sqrt {1-{\frac {v^{2}}{c^{2}}}}}}} y {\displaystyle m(v)={\frac {\frac {E_{0}}{c^{2}}}{\sqrt {1-{\frac {v^{2}}{c^{2}}}}}}}
La relación entre velocidad y momento (2) conduce al impulso relativista, lo que deja claro que las velocidades ya no se suman tan fácilmente como en la mecánica newtoniana. El teorema de la suma relativista de velocidades se deduce de observar el comportamiento de la masa de los puntos materiales.: 84 
En la teoría de la relatividad, cada intercambio está limitado por la velocidad de la luz. Por ejemplo, mientras el campo gravitatorio transfiere el impulso de un punto material a otro, la ley de la conservación del impulso puede parecer violada porque la parte del impulso a transferir es absorbida por el campo, lo que se conoce como retardo (véase también potencial retardado en electromagnetismo).
En el caso límite de velocidades pequeñas, la ley de conservación de la energía en la mecánica de Einstein se descompone en una ley de conservación de la energía interna y en otra para la masa.: 87  En general, la mecánica de Einstein contiene la mecánica de Newton como caso límite para energías y momentos pequeños.

### Mecánica cuántica

Diagrama de Feynman de la desintegración de un neutróns n en un protón p, un electrón e^{−} y un antineutrino-electrón mediado a través de un bosón W W^{−}

En mecánica cuántica también se puede trabajar con puntos materiales,: 97  si, además de momento, energía y/o masa, también se les asigna un momento angular intrínseco en forma de espín y otras magnitudes como la carga. En la mecánica cuántica, estas cantidades físicas solo pueden adoptar valores discretos y también están sujetas a leyes de conservación.: 114  De la conservación del momento angular se puede ver, por ejemplo, que cuando en un proceso de desintegración β– un neutrón se convierte en un protón y en un electrón con el mismo espín  ℏ/2, aunque la conservación de la carga está garantizada por las tres partículas, aún debe surgir una cuarta partícula con espín ℏ/2 (véase la imagen adjunta).: 105 f. 